# IceWM
IceWM — віконний менеджер для графічної системи X Window в Unix-подібних операційних системах. Розробка IceWM почалася з нуля в 1997 році, проєкт написаний цілком на C++ і випущений на умовах ліцензії GNU LGPL. Мета проєкту — створення робочого середовища зі зручним і швидким інтуїтивним інтерфейсом з широкими можливостями для налаштування користувачем. Зокрема, всі функції графічного інтерфейсу доступні при використанні лише клавіатури. IceWM розповсюджується з темами, що дають змогу імітувати UI Windows 95, OS/2, Motif та інші графічні інтерфейси користувача. Водночас до числа завдань входила максимальна «легкість» IceWM в плані споживаних ресурсів комп'ютера — пам'яті і процесора, та зручним для налаштування та надбудови.
Результат багато в чому виправдав очікування, IceWM увійшов до числа найпопулярніших віконних менеджерів і продовжує свій розвиток досі, зберігаючи пріоритети «легкості» і ергономічності. IceWM повністю відповідає i18n і підтримує роботу з українською мовою.

## Розширення та налаштування
Завдяки легкості налаштування IceWM існує багато тем оформлення, у тому числі таких, що нагадують популярні графічні середовища Microsoft Windows, Mac OS X, OS/2 та ін. Подальше налаштування зовнішнього вигляду також доступне користувачеві, як за допомогою програм інших виробників, так і прямим редагуванням текстових конфігураційних файлів. Зараз в IceWM також підтримується інтеграція з системами меню GNOME і KDE.

## Файли конфігурації
Файли конфігурації користувача повинні міститися в директорії ~/.icewm.
- menu — містить пункти головного меню.
- preferences — містить параметри управління поведінкою ICEWM.
- keys — містить додаткові комбінації клавіш користувача.
- toolbar — містить значки (ікони) запуску застосунків на панелі завдань.
- winoptions — містить параметри що відповідають за поведінку окремих застосувань, описаних користувачем.
- startup — скрипт (повинен мати тип — виконуваний) що містить список програм, що запускаються під час первинного завантаження віконного менеджера.

## Налаштування головного меню
Застосунки в головне меню можуть бути додані так:
```
   prog Назва значок застосунок аргументи  
```

наприклад:
```
   prog Nautilus nautilus nautilus --no-desktop --browser 
```

Значки повинні міститися в підкаталозі icons використовуваної теми або в одному з вказаних місць в параметрі Iconpath.
Група меню описується таким чином:
```
   menu Назва folder {
      prog ...
  }
```